# Karl-Heinz Kramer (Dokumentarfilmer)
Karl-Heinz Kramer (* 10. November 1924 in Forst; † 27. November 2006 in Haltern am See) war ein deutscher Fotograf, Filmproduzent und Dokumentarfilmer.

## Leben und Werke
Karl-Heinz Kramer wurde 1924 in Forst (Lausitz) geboren und begann mit 16 Jahren eine Ausbildung als Porträtfotograf in Cottbus. Sein erstes eigenes Filmprojekt realisierte er schon während seiner Ausbildung. Mit einem filmischen Beitrag über den Spreewald nahm er an einem Wettbewerb der Firma Afga teil und gewann für diesen den ersten Preis.
Nach Beendigung seiner Ausbildung bewarb er sich in Berlin bei der Filmproduktionsfirma Tobis als Kameramann, bei der er 1939 der Assistent von Fritz Arno Wagners wurde.
Seine filmische Ausbildung wurde allerdings durch seine Einberufung als Funker und Kriegsberichterstatter an die Ostfront unterbrochen. Als Mitglied einer Propagandakompanie drehte Kramer dort Material für Die Deutsche Wochenschau.
Nachdem er 1944 in Königsberg verwundet wurde, kam er ins Lazarett nach Hamburg.
Nach dem Krieg nahm Kramer 1946 eine Stelle als Sprecher beim Nordwestdeutschen Rundfunk in Hamburg an und moderierte unter anderem die Sendung „Morgenstund‘ hat Gold im Mund“. Parallel dazu trat er zur Verbesserung seines Einkommens als Kabarettist auf, bis er 1949 der Liebe wegen von Hamburg nach Haltern im Kreis Recklinghausen zog.
In Haltern gründete Kramer 1952 sein eigenes Unternehmen, die „Kramer Film-Produktion“, bei der im selben Jahr mit dem dreißigminütigen Kulturfilm das „Vest Recklinghausen“ seine erste Produktion entstand. 1955 folgte „Das Münsterland im Wandel der Zeiten“. Da beide Landschaftsfilme sehr erfolgreich liefen, begann Kramer mit einer Produktion über ganz Westfalen: Der 85-minütige Kulturfilm „Westfalenlied“ kam 1957 ins Kino und verhalf ihm zum Durchbruch als Filmproduzent.
Kramer drehte auch Werbefilme und Kurzdokumentationen, was ihn in Kontakt mit dem bis dato noch jungen Medium Fernsehen brachte. So arbeitete er beispielsweise fest zusammen mit der 1958 gegründeten „Westdeutsches Werbefernsehen GmbH“ (WWF). Seine berufliche Karriere konnte Kramer insbesondere durch zahlreiche Tierdokumentationen ausbauen, die er für das Fernsehen produzierte. Hierzu zählen beispielsweise die 26-teilige Fernsehreihe „Auf der Suche nach den letzten Wildtieren Europas“ oder die Filmreihe „Jens Claasen und seine Tiere“. Insgesamt realisierte Kramer über 350 Dokumentarfilme.
Karl-Heinz Kramer starb am 27. November 2006 im Alter von 82 Jahren. Sein filmischer Nachlass befindet sich heute im Filmarchiv des LWL-Medienzentrums für Westfalen.

## Filmauswahl
- 1952:                  „Vest Recklinghausen“
- 1955:                  „Das Münsterland im Wandel der Zeiten“
- 1957:                  „Westfalenlied“
- 1962:                  „Schwarzer Panther Onyx“
- 1966/67:             Filmreihe „Jens Claasen und seine Tiere“
- 1967–1972:         26-teiligen Reihe „Auf der Suche nach den letzten Wildtieren Europas“
- 1974–1979:         13 Folgen „Indiens Wunderwelt der Tiere“
- 1980:                  „Haltern – kleine Stadt ganz groß“
- 1990:                  „Forst – ein starkes Stück Brandenburg“